# 広西チワン族自治区

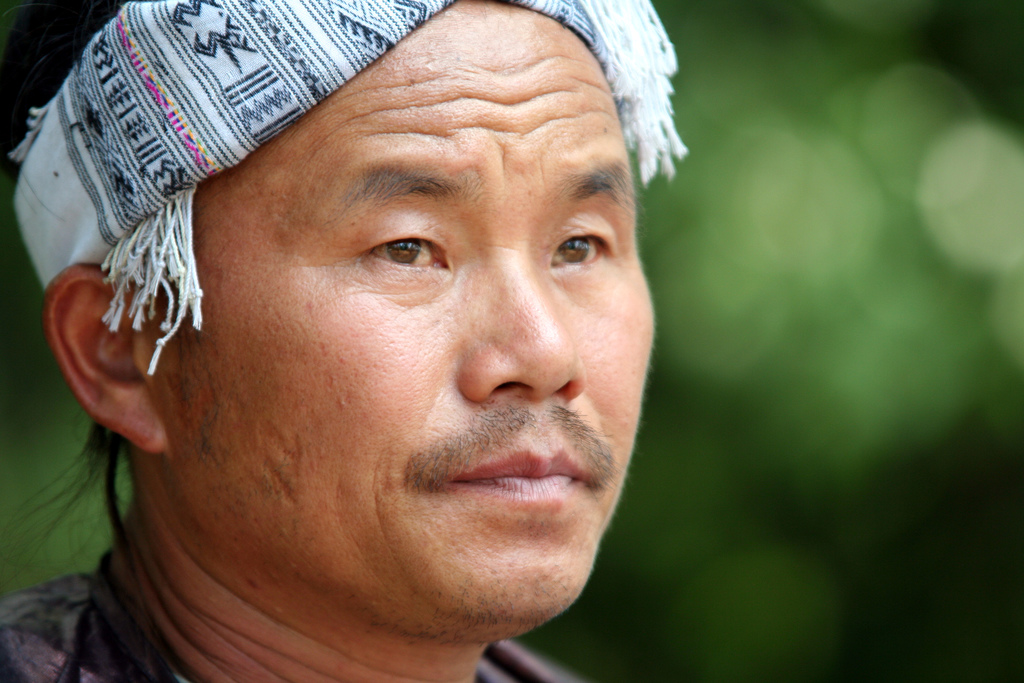
ミャオ族

広西チワン族自治区（広西壮族自治区）（こうせいチワンぞくじちく、チワン語: Gvangjsih Bouxcuengh Swcigih、中国語: 广西壮族自治区）は、中華人民共和国南部の自治区。中国最大の少数民族チワン族（壮族、チョワン族とも）の原住地。隣の広東省と併せて「両広」とも称する。首府は南寧市。

## 地理
西は雲南省、北は貴州省、湖南省、東は広東省と接し、南はトンキン湾に面する。南西はベトナムと国境を接する。北部には東西に南嶺山脈が走り、湖南省との境をなす。珠江の流域が区の内陸部の多くを占める。
亜熱帯性気候で一年中暖かく、二期作・三期作が可能である。
著名な観光地桂林が東北部に所在する。

## 歴史
広西チワン族自治区は約5万年前の旧石器時代は柳江人、白蓮洞人の活動地域であった。史書の中では古くは百越あるいは百粤の名称で登場し、チワン族は古代の百越の西甌及び雒越支系の末裔であると考えられ、広西に最も古くから居住していた民族である。
前221年、中国統一を達成した秦朝は広西に桂林郡及び南海郡・象郡（後者2郡は一部）を設置している。宋代になると広南東路及び広南西路が設置され、現在の広西全域及び雷州半島及び海南島を管轄した。元末になると広西行中書省が設置され、ここで「広西」の名称が使用されて以降中華人民共和国初期に至るまで広西省の名称が使用された。
中華民国時代は新桂系軍閥の勢力下に於かれていた。1949年12月11日、中国共産党により「解放」されている。1958年3月5日、広西チワン族自治区に改編された。

## 民族

各地の壮族の割合

- 漢族: 2,702万人 (62%)
- 少数民族: 1,721万人 (38%)
  - チワン族: 1,520万人
  - ヤオ族: 147万人
  - ミャオ族: 46万人
  - トン族: 30万人
  - コーラオ族: 17万人
  - マオナン族: 7.4万人
  - 回族: 3.3万人
  - プイ族: 2.1万人
  - ジン族: 2万人
  - スイ族: 1.5万人
  - イ族: 9712人
  - 満族: 9576人

## 行政区画
行政区域は14の地級市からなる。
| №                            | 名称               | 中国語表記     | 拼音                     | チワン語                     | 面積 (Km2) | 人口 (2020年) | 政府所在地 |
| ---------------------------- | ------------------ | -------------- | ------------------------ | ---------------------------- | ---------- | ------------- | ---------- |
| #                            | 広西チワン族自治区 | 广西壮族自治区 | Guǎngxī zhuàngzú Zìzhìqū | Gvangjish Bouxcuengh Swcigih | 236700.00  | 50,126,804    | 南寧市     |
| 広西チワン族自治区の行政区画 |                    |                |                          |                              |            |               |            |
|                              |                    |                |                          |                              |            |               |            |
| — 地級市 —                   |                    |                |                          |                              |            |               |            |
| 1                            | 百色市             | 百色市         | Bǎisè Shì                | Bwzswz Si                    | 36203.85   | 3,571,505     | 右江区     |
| 2                            | 河池市             | 河池市         | Héchí Shì                | Hozciz Si                    | 33487.65   | 3,417,945     | 宜州区     |
| 3                            | 柳州市             | 柳州市         | Liǔzhōu Shì              | Liujcouh Si                  | 18616.54   | 4,157,934     | 柳北区     |
| 4                            | 桂林市             | 桂林市         | Guìlín Shì               | Gveilinz Si                  | 27622.89   | 4,931,137     | 臨桂区     |
| 5                            | 賀州市             | 贺州市         | Hèzhōu Shì               | Hocouh Si                    | 11771.54   | 2,007,858     | 八歩区     |
| 6                            | 崇左市             | 崇左市         | Chóngzuǒ Shì             | Cungzcoj Si                  | 17345.47   | 2,088,692     | 江州区     |
| 7                            | 南寧市             | 南宁市         | Nánníng Shì              | Namzningz Si                 | 22111.98   | 8,741,584     | 青秀区     |
| 8                            | 来賓市             | 来宾市         | Láibīn Shì               | Laizbinh Si                  | 13391.59   | 2,074,611     | 興賓区     |
| 9                            | 貴港市             | 贵港市         | Guìgǎng Shì              | Gveigangj Si                 | 10605.44   | 4,316,262     | 港北区     |
| 10                           | 梧州市             | 梧州市         | Wúzhōu Shì               | Vuzcouh Si                   | 12554.94   | 2,820,977     | 長洲区     |
| 11                           | 防城港市           | 防城港市       | Fángchénggǎng Shì        | Fangzcwngzgangj Si           | 6181.19    | 1,046,068     | 港口区     |
| 12                           | 欽州市             | 钦州市         | Qīnzhōu Shì              | Ginhcouh Si                  | 10820.85   | 3,302,238     | 欽北区     |
| 13                           | 北海市             | 北海市         | Běihǎi Shì               | Bwzhaij Si                   | 4016.07    | 1,853,227     | 海城区     |
| 14                           | 玉林市             | 玉林市         | Yùlín Shì                | Yilinz Si                    | 12828.11   | 5,796,766     | 玉州区     |

## 教育
公立
- 広西大学
- 広西師範大学
- 広西民族大学
- 広西医科大学
- 広西芸術学院
- 広西漢方医学大学
- 広西科学技術大学
- 広西財経学院
- 広西師範学院
- 広西警察学院
- 広西民族師範学院
- 広西科学技術師範学院
- 桂林理工大学
- 桂林電子科技大学
- 桂林医学院
- 桂林宇宙航空工業学院
- 桂林旅行学院
- 南寧学院
- 梧州学院
- 欽州学院
- 百色学院
- 賀州学院
- 河池学院
- 右江民族医学院

私立
- 広西外国語学院
- 北海芸術設計学院

## 経済
広東省の製造部門 広州市から高速道路で数時間。大型港湾を複数保有し、ベトナムに隣接する。

### 農業

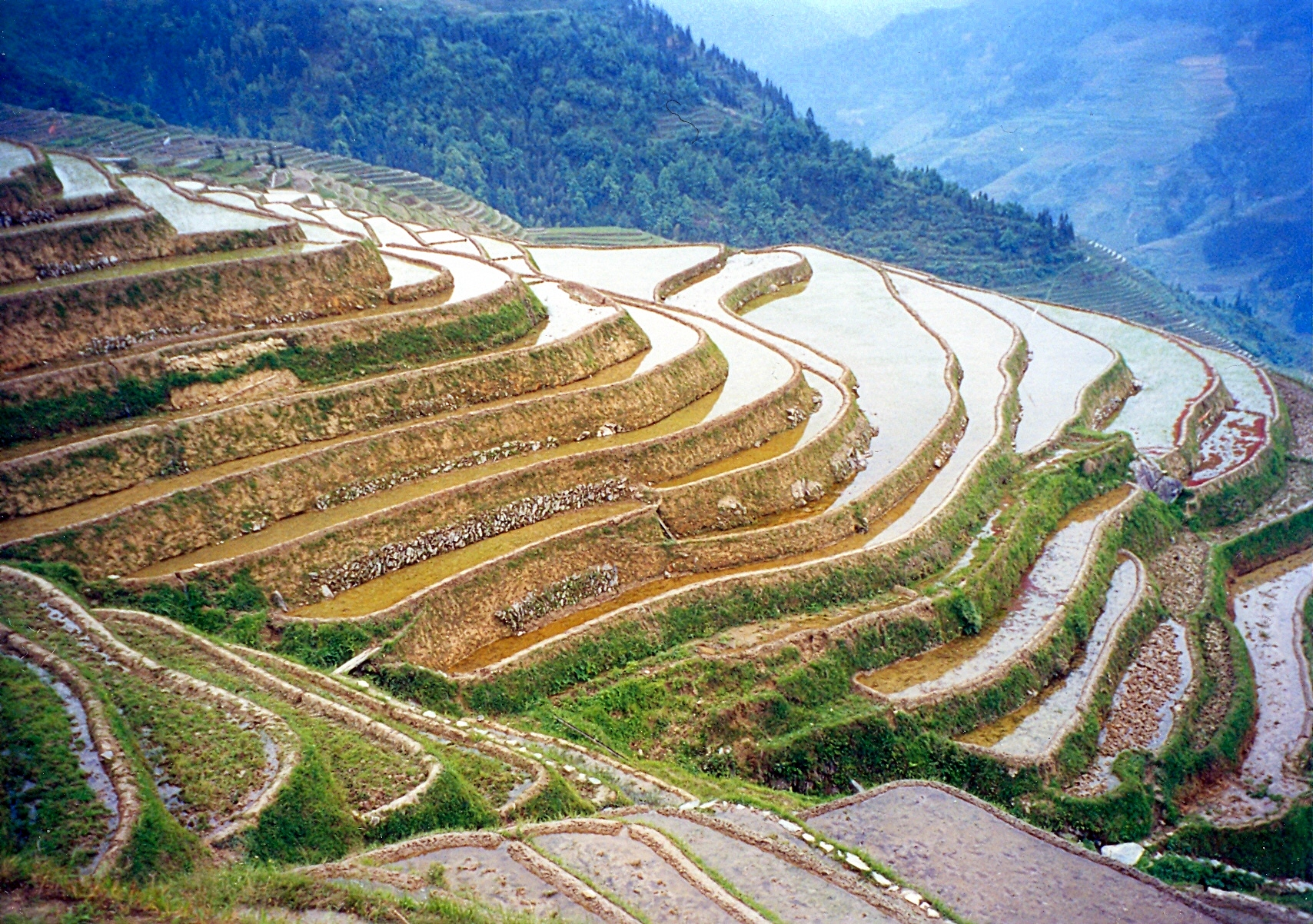
伝統的な棚田

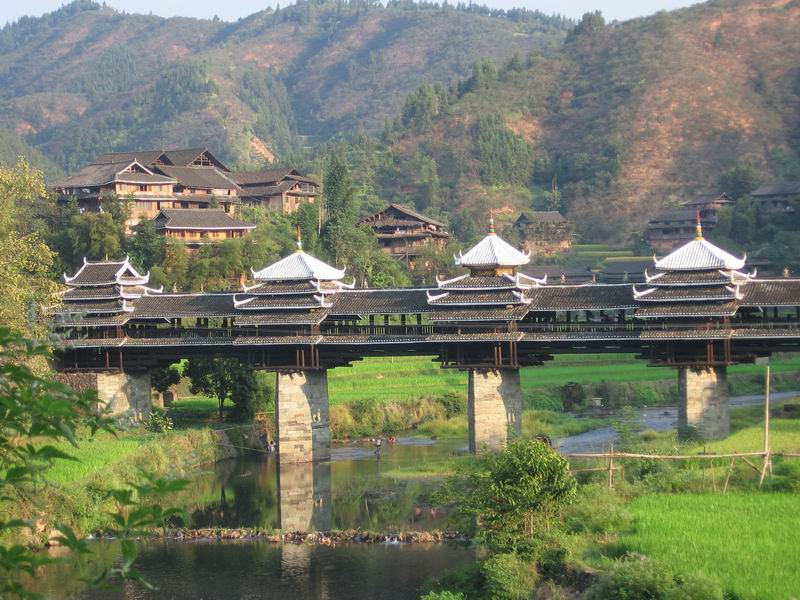
程陽風雨橋

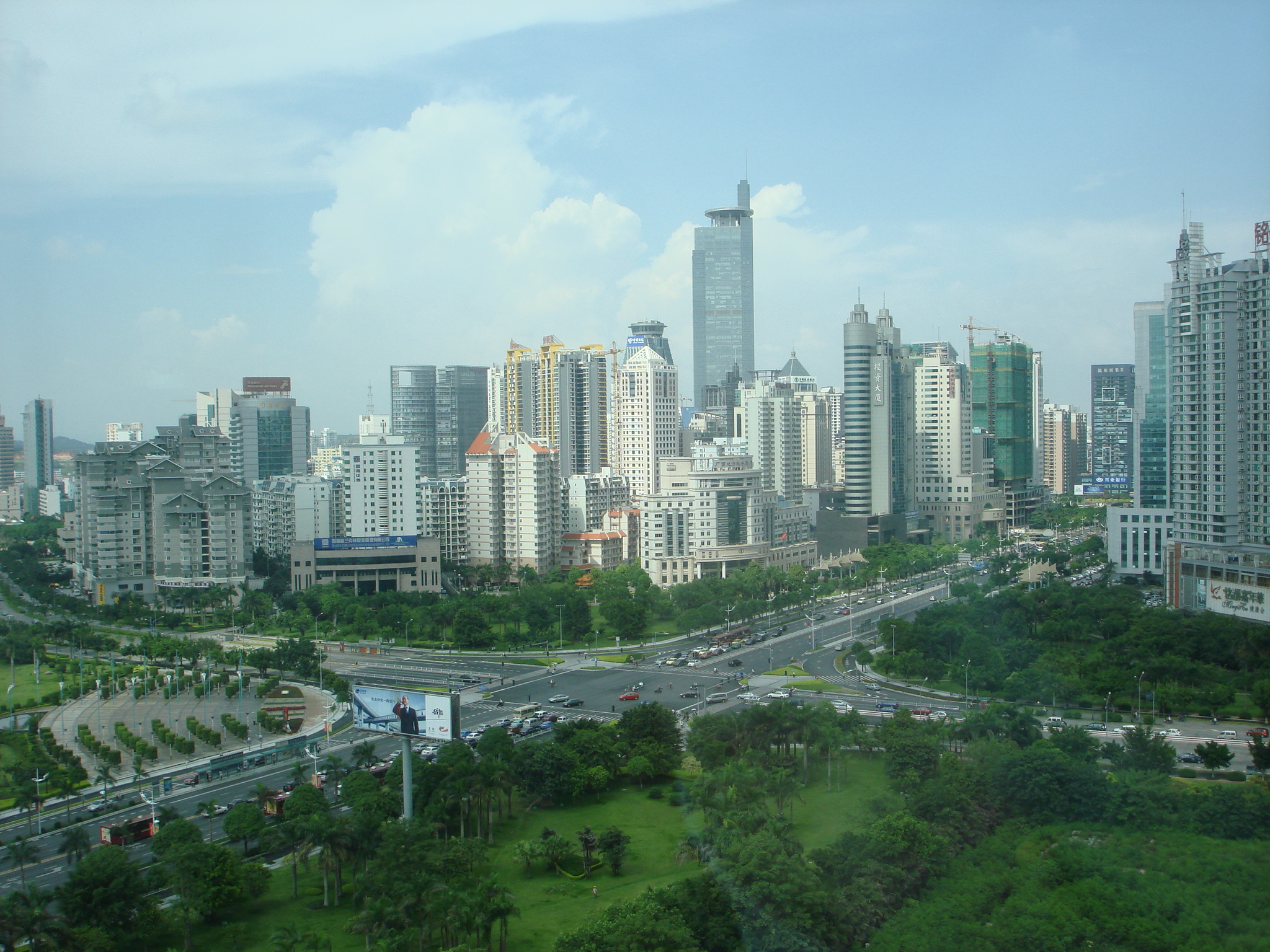
自治区首府 南寧市

サトウキビ、桑蚕繭、漢方薬材、松脂（ロジン） - サトウキビから作る砂糖は全国の60%のシェア

### 工業
発電、機械工業、アルミニウム、製紙（サトウキビの搾りかす利用）、冶金、建材、食品加工
自動車
上汽通用五菱汽車（上海汽車とゼネラルモーターズの合弁会社）
東風汽車
一汽集団柳州がトラックなどを生産
自治区政府は自動車部品産業振興に重点を置き、柳州に部品生産基地を開発中。

### 鉱業
同自治区は豊富な資源で知られる。中国政府がレアアースと並んで戦略資源と位置づけるアンチモンやタングステンの主要産地であるほか、レアアースの埋蔵量は国内4位とされる。

### 外資投資
広西統計年鑑（2004年）によると、香港企業による投資が一番多い。

#### 日系企業
- 日系企業の投資総額：588万ドル
- 日系企業数：159社
  - 製造業：36.4%
  - 不動産：20.4%
  - 社会サービス業：18.2%

NEC、シチズンファインデバイス（シチズン子会社）、ダイセイ化学、王子製紙、丸紅、荒川化学など。

## 交通
空港
5カ所の空港：
- 南寧 - 南寧呉圩国際空港 - 香港、マレーシア、タイ王国、ベトナム便、国内線
- 桂林 - 桂林両江国際空港 - 国際線：香港、マカオ、ソウル、バンコク便、国内線
- 梧州 - 定期便なし
- 柳州 - 国内線
- 北海 - 国内線

港
欽州港、防城港、北海港があり、いずれも大型コンテナ船の乗り入れが可能。鉄道があるため、貨物の積み降ろしも便利である。
道路
- 2005年末、重慶市 - 貴州省 - 広西 - 広東省・湛江市を結ぶ全長 1,314 キロメートルの高速道路が開通
- 広東省と梧州を結ぶ「広梧高速道路」が建設中
- 桂林と梧州を結ぶ「桂梧高速道路」が建設中
- 南寧 - 友誼関（中越国境）を結ぶ「南友高速道路」（全長 180 キロメートル）

鉄道
雲南省、貴州省、湖南省、広東省、ベトナムハノイに結ばれている。

## 観光
- 広西チワン族自治区博物館（南寧市）
- 漓江下り（桂林市）

## ベトナムとの関係
自治区南部の憑祥市にある友誼関は中国とベトナムとの主要な門戸となっている。自治区はベトナムと長大な国境線で接しており、住民同士が日常的に行き来している。1979年の中越戦争勃発により中国とベトナムの経済関係は断絶するものの1989年になってソ連の崩壊が始まると中越関係は改善の兆しが見られ、国境での小規模な民間貿易が始まり、ソ連崩壊後の1992年中越国交は完全に正常化した。

## 友好関係にある自治体
- 日本熊本県
- オーストリアケルンテン州
- アメリカ合衆国モンタナ州
- ロシアヴォロネジ州